# 眼纹笔螺
眼纹笔螺（学名：Scabricola ocellata），是新腹足目笔螺科粗笔螺属的一种。主要分布于印度尼西亚、台湾，常栖息在沙質浅海海床。